# Communauté de communes Cœur du Var

## Histoire
La communauté de communes Cœur du Var a été créée en 2002 et a succédé au Syndicat intercommunal à vocation multiple du Centre Var.

## Territoire communautaire

### Localisation
La communauté de communes Cœur du Var regroupe onze communes du département du Var en 2007.
Elle a la même représentation géographique que le Territoire Cœur du Var et s'étend sur 448,20 km2. 

### Géologie et relief
Cœur du Var est couvert par plus de 28 000 hectares d'espaces boisés.

#### Communes associées au projet de "GéoparkMaures-Esterel"[2]

##### Communes membres
- Le Luc.
- Le Cannet-des-Maures.
- Carnoules.
- Gonfaron.
- Les Mayons.
- Pignans.
- Puget-Ville.

##### Communes "Portes d'entrée du Géopark"
- Cabasse.
- Besse-sur-Issole.
- Flassans-sur-Issole.
- Le Thoronet.

## Composition
La communauté de communes est composée des 11 communes suivantes :

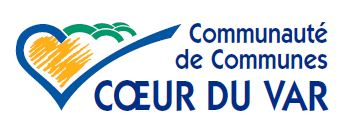
Ancien logo de 2001 à 2019.

| Nom                  | Code Insee | Gentilé      | Superficie (km2) | Population (dernière pop. légale) | Densité (hab./km2) |
| -------------------- | ---------- | ------------ | ---------------- | --------------------------------- | ------------------ |
| Le Luc (siège)       | 83073      | Lucois       | 44,16            | 11 124 (2022)                     | 252                |
| Besse-sur-Issole     | 83018      | Bessois      | 37,19            | 3 123 (2022)                      | 84                 |
| Cabasse              | 83026      | Cabassois    | 45,49            | 1 985 (2022)                      | 44                 |
| Le Cannet-des-Maures | 83031      | Cannetois    | 73,64            | 4 866 (2022)                      | 66                 |
| Carnoules            | 83033      | Carnoulais   | 25,49            | 4 120 (2022)                      | 162                |
| Flassans-sur-Issole  | 83057      | Flassanais   | 43,68            | 3 661 (2022)                      | 84                 |
| Gonfaron             | 83067      | Gonfaronnais | 40,42            | 4 349 (2022)                      | 108                |
| Les Mayons           | 83075      | Mayonnais    | 28,86            | 625 (2022)                        | 22                 |
| Pignans              | 83092      | Pignantais   | 34,87            | 4 767 (2022)                      | 137                |
| Puget-Ville          | 83100      | Pugétois     | 36,83            | 4 568 (2022)                      | 124                |
| Le Thoronet          | 83136      | Thoronéens   | 37,53            | 2 636 (2022)                      | 70                 |

Candidature de Besse-sur-Issole pour rejoindre la Communauté de communes du Val d'Issole
Besse-sur-Issole a manifesté son désir d'être rattachée au 1er janvier 2015 à la Communauté de communes du Val d'Issole alors qu'elle fait partie actuellement de la Communauté de communes Cœur du Var. 
Le 7 novembre 2014, les conseillers communautaires du Val d’Issole, à l'unanimité, ont refusé cette adhésion.

## Démographie
| 1968   | 1975   | 1982   | 1990   | 1999   | 2006   | 2011   | 2016   | 2022   |
| ------ | ------ | ------ | ------ | ------ | ------ | ------ | ------ | ------ |
| 16 320 | 17 823 | 20 296 | 25 480 | 28 916 | 35 657 | 39 608 | 42 883 | 45 824 |

## Administration

### Siège
Le siège de la communauté de communes est situé au Luc dans le quartier Précoumin.

### Conseil communautaire
Les 38 conseillers titulaires sont ainsi répartis comme suit : 
| Nombre de délégués | Communes                                                                                    |
| ------------------ | ------------------------------------------------------------------------------------------- |
| 5                  | Le Luc                                                                                      |
| 4                  | Le Cannet-des-Maures, Gonfaron, Puget-Ville                                                 |
| 3                  | Besse-sur-Issole, Cabasse, Carnoules, Flassans-sur-Issole, Les Mayons, Pignans, Le Thoronet |

### Élus
La communauté de communes est administrée par un conseil communautaire composé de 40 membres représentant (maires ou conseillers municipaux) chacune des communes membres de l'intercommunalité. 
Depuis le 15 juillet 2020, la composition du bureau communautaire est la suivante :
|     | Attributions                                 | Identité            | Qualité                             |
| --- | -------------------------------------------- | ------------------- | ----------------------------------- |
| 1er | Aménagement du territoire et mobilité        | Thierry Bongiorno   | Maire de Gonfaron                   |
| 2e  | Promotion du tourisme                        | Marjorie Viort      | Maire du Thoronet                   |
| 3e  | Transition énergétique, écologique et PCAET  | Jean-Michel Dragone | Adjoint au maire du Luc-en-Provence |
| 4e  | Jeunesse et solidarité intergénérationnelle  | Fernand Brun        | Maire de Pignans                    |
| 5e  | Agriculture                                  | Jean-Louis Portal   | Maire de Flassans-sur-Issole        |
| 6e  | Aménagement numérique, SIG et pôle technique | Christian David     | Maire de Carnoules                  |
| 7e  | Valorisation des déchets                     | Jean-Pierre Roux    | Conseiller municipal de Puget-Ville |
| 8e  | GEMAPI et ressources en eau                  | Éric Collin         | Maire de Besse-sur-Issole           |
| 9e  | Protection de la forêt                       | Michel Mondani      | Maire des Mayons                    |
| 10e | Développement économique                     | Jean-Luc Longour    | Maire du Cannet-des-Maures          |

### Liste des présidents
| Période                                  | Période  | Identité         | Étiquette | Qualité                                 |
| ---------------------------------------- | -------- | ---------------- | --------- | --------------------------------------- |
| Les données manquantes sont à compléter. |          |                  |           |                                         |
| 2008                                     | 2014     | Claude Ponzo     | DVD       | Maire de Besse-sur-Issole (1989 → 2014) |
| 2014                                     | 2020     | Jean-Luc Longour | UDI-DVC   | Maire du Cannet-des-Maures depuis 2008  |
| 2020                                     | en cours | Yannick Simon    | DVG       | Maire de Cabasse (2020 → )              |

### Compétences
La communauté de communes exerce des compétences dans les domaines de l’aménagement du territoire (SCoT), du développement économique (emploi, soutien aux entreprises, zones d'activités économiques...), de la protection et de la mise en valeur de l’environnement, de l’action sociale, de la jeunesse ou encore du tourisme.
Schéma de cohérence territoriale
Le Schéma de cohérence territoriale (SCoT) fixe les orientations générales et objectifs d’aménagement et de développement à moyen et long terme pour le territoire Cœur du Var. Il traduit des choix politiques pour l’avenir et dessine un modèle de développement pour le territoire Cœur du Var à l’horizon 2030.

### Budget et fiscalité
Ressources et fiscalité 2013 - 2023
Pour une population de 44 767 habitants de la communauté de communes « Cœur du Var » en 2023, entre 2013 et 2023, les données consolidées « Budget principal et budgets annexes » étaient les suivants.
| Postes                                            | 2013    | 2014     | 2015     | 2016     | 2017     | 2018     | 2019     | 2020     | 2021     | 2022     | 2023     |
| ------------------------------------------------- | ------- | -------- | -------- | -------- | -------- | -------- | -------- | -------- | -------- | -------- | -------- |
| Produits de fonctionnement                        | 9 808 € | 10 539 € | 12 045 € | 11 837 € | 11 875 € | 14 163 € | 15 322 € | 15 485 € | 17 744 € | 18 555 € | 21 467 € |
| Charges de fonctionnement                         | 9 367 € | 9 763 €  | 10 471 € | 9 927 €  | 11 035 € | 12 865 € | 13 777 € | 14 052 € | 15 690 € | 16 778 € | 18 135 € |
| Ressources d’investissement                       | 4 139 € | 2 620 €  | 3 628 €  | 3 076 €  | 3 574 €  | 3 347 €  | 1 677 €  | 5 928 €  | 5 827 €  | 5 893 €  | 3 019 €  |
| Emplois d’investissement                          | 3 081 € | 4 002 €  | 3 416 €  | 2 536 €  | 2 605 €  | 3 772 €  | 3 429 €  | 5 002 €  | 4 417 €  | 5 837 €  | 3 002 €  |
| Dette                                             | 6 325 € | 5 275 €  | 4 656 €  | 4 021 €  | 3 448 €  | 3 541 €  | 2 932 €  | 3 820 €  | 3 405 €  | 4 062 €  | 3 330 €  |
| Source : Ministère de l’Économie et des Finances. |         |          |          |          |          |          |          |          |          |          |          |

Budgets et fiscalité 2023 de la Communauté de communes :
- Total des produits de fonctionnement : 21 467 000 €, soit 460 € par habitant
- Total des ressources d’investissement : 3 019 000 €, soit 67 € par habitant
- Endettement : 3 330 000 €, soit 74 € par habitant.

## Économie

### Entreprises et commerces

#### Agriculture et patrimoine agricole
- Le territoire est particulièrement bien représenté avec l'activité prépondérante de la viticulture : Vignoble de Provence, et Vin de pays du Var.
- Domaines, coopératives vinicoles, Moulins à huile...

#### Historique du développement de l'activité agricole autour de l'abbaye du Thoronet

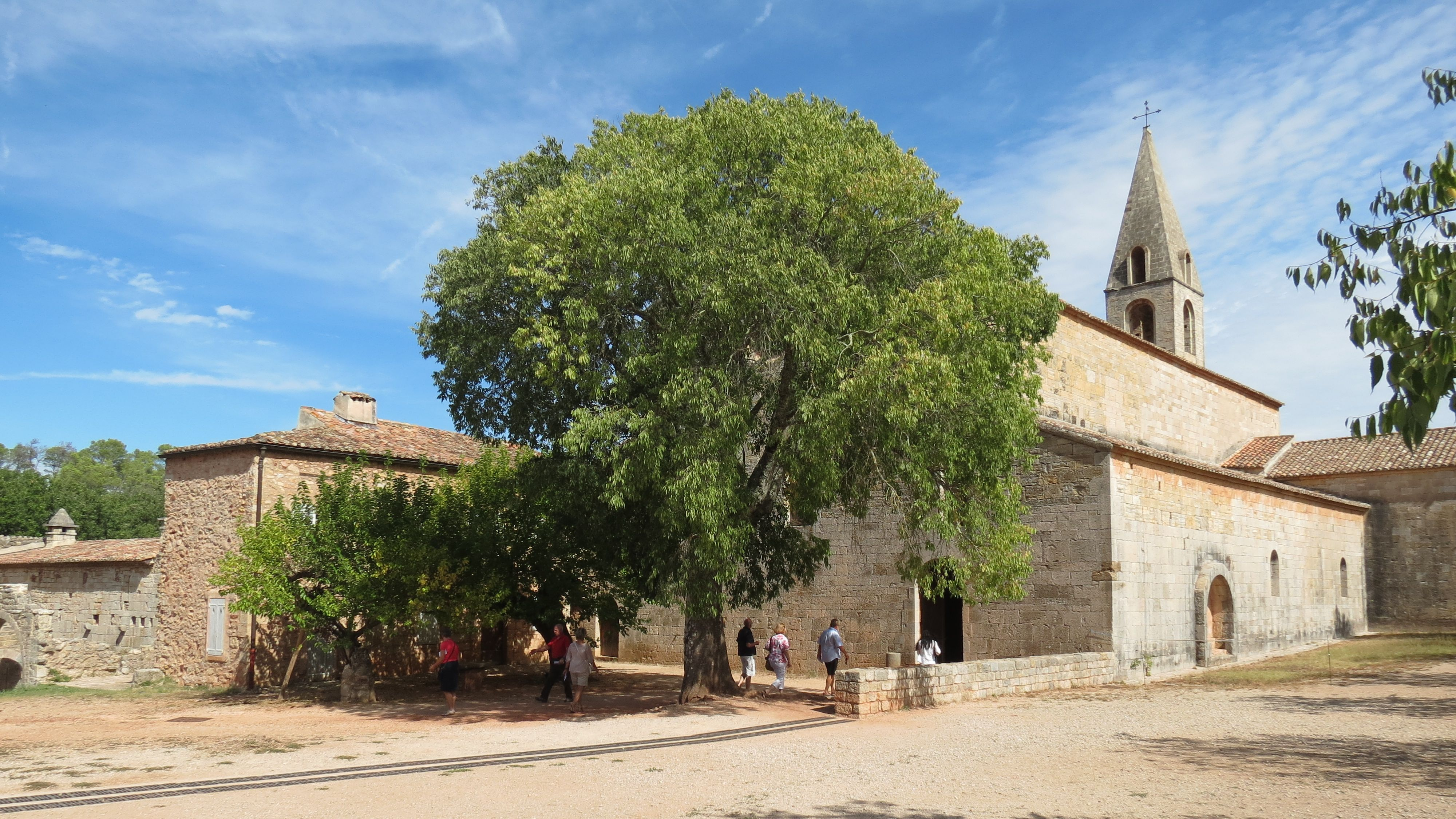
L'abbaye du Thoronet

Les moines du Thoronet possédaient un important patrimoine foncier dont ils firent l’acquisition grâce aux donations des seigneurs locaux. Il
comportait des éléments divers : terres, bois, pâturages (dans le haut-Var), vignes, salins, pêcheries (sur le littoral méditerranéen)…. et se
répartissait entre plusieurs centres d’exploitation, les granges,. Des fermes comme la Pugette ou Ste Croix étaient des dépendances de l'abbaye. 
Les hommes du Temple cultivaient un grand nombre de terres, soit qu'elles aient été leur propriété, soit qu'elles aient appartenu aux moines cisterciens du Thoronet qui se posaient ainsi en suzerains des Templiers. Lors de la suppression de l'ordre en 1312, la quasi-totalité des biens du Temple à Lorgues revinrent aux cisterciens du Thoronet,
Les commanderies templières,,, dans le Comté de Provence, et les propriétés des moines cisterciens, qui ont cohabité, après leur installation à l'abbaye de Florièyes puis au Thoronet, ont contribué au développement de l'activité rurale et à la préservation de leur patrimoine. 
Le Moyen Âge fut, aux XIIe siècle et XIIIe siècle, la période d'essor de l'abbaye du Thoronet, de son territoire, de son activité et de ses possessions qui s'étendirent de Castellane jusqu'à Martigues, et de Barjols à Roquebrune,.

### Tourisme
- L'hôtellerie et la restauration concourent, comme dans l'ensemble du département du Var, à l'activité touristique et au développement économique.
- Le patrimoine rural, aussi appelé "patrimoine de proximité / petit patrimoine", se définit au sens large comme l’ensemble des biens culturels matériels et immatériels, ainsi que le patrimoine naturel, transmis entre les générations en milieu rural. Le patrimoine culturel rural relève ainsi de domaines très divers : l'ensemble des sciences humaines, l’histoire et l’archéologie, l'architecture et les arts, les traditions orales, festives, les savoir-faire, etc. ; ainsi que l'ensemble des sciences naturelles: biologie, écologie, agronomie, aménagement des paysages...

L'abbaye du Thoronet est le monument majeur d'intérêt national de la communauté de communes accueillant, avec 88 247 visiteurs en 2024, le plus grand nombre d'entrées des sites du département du Var.
- Le patrimoine naturel préservé et la diversité de la flore et la faune[28],[29] :

Réserve naturelle nationale de la plaine des Maures.
Espace naturel sensible.
Conservation de la nature.

### Commerces
- Commerces et services de proximité[30].
- Le « Commerce Engagé »[31] est un outil permettant d’accompagner un territoire, ses commerçants, ses producteurs et ses consommateurs, vers une démarche de consommation durable[32].
- Producteurs département du Var : Viticulteurs, Domaines, Caves coopérative...

## Lieux et monuments

Patrimoine dans la communauté de communes
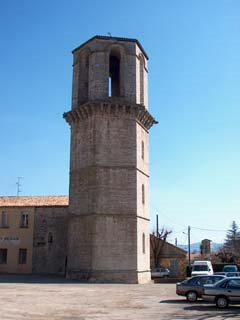
Tour Hexagonale, Le Luc.
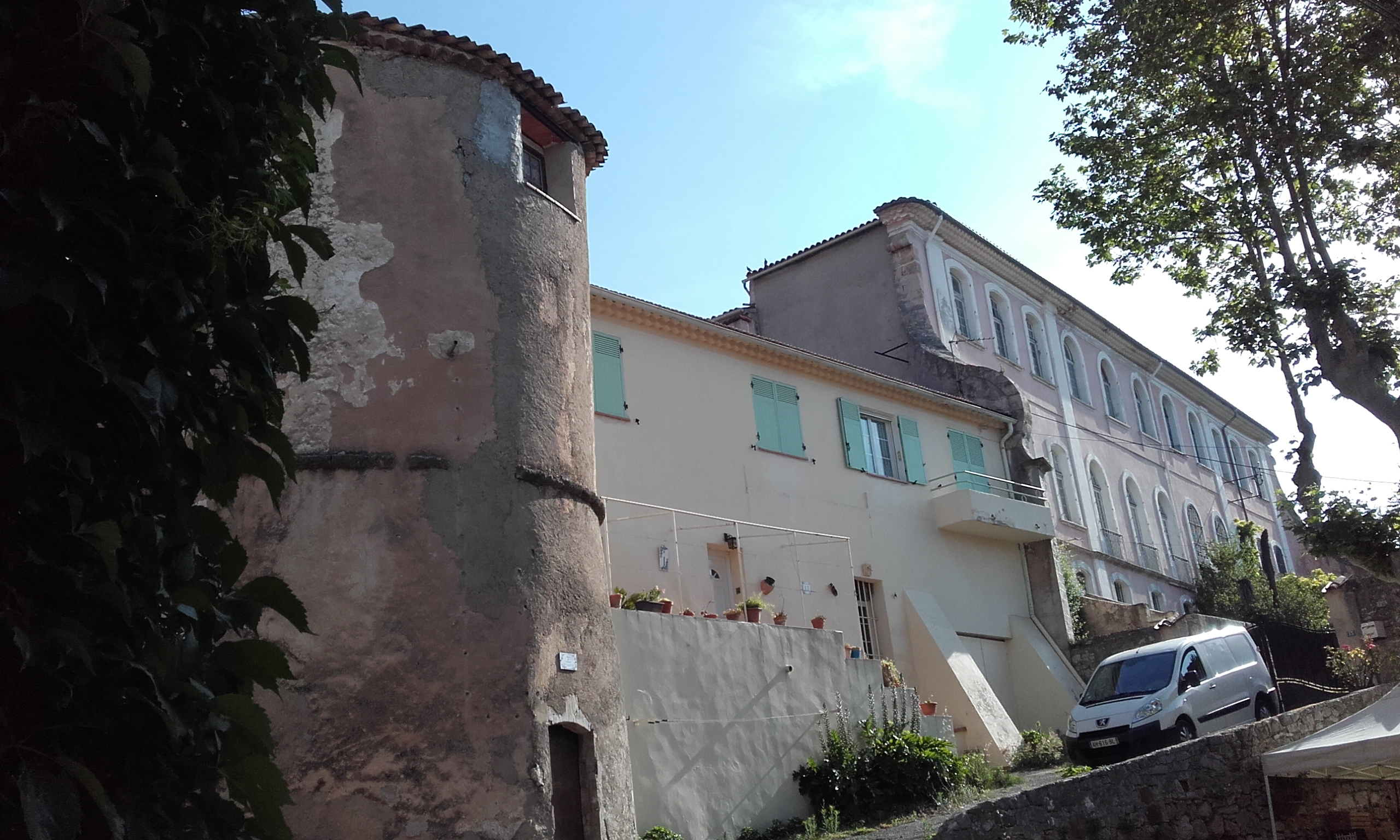
Château de Besse-sur-Issole.
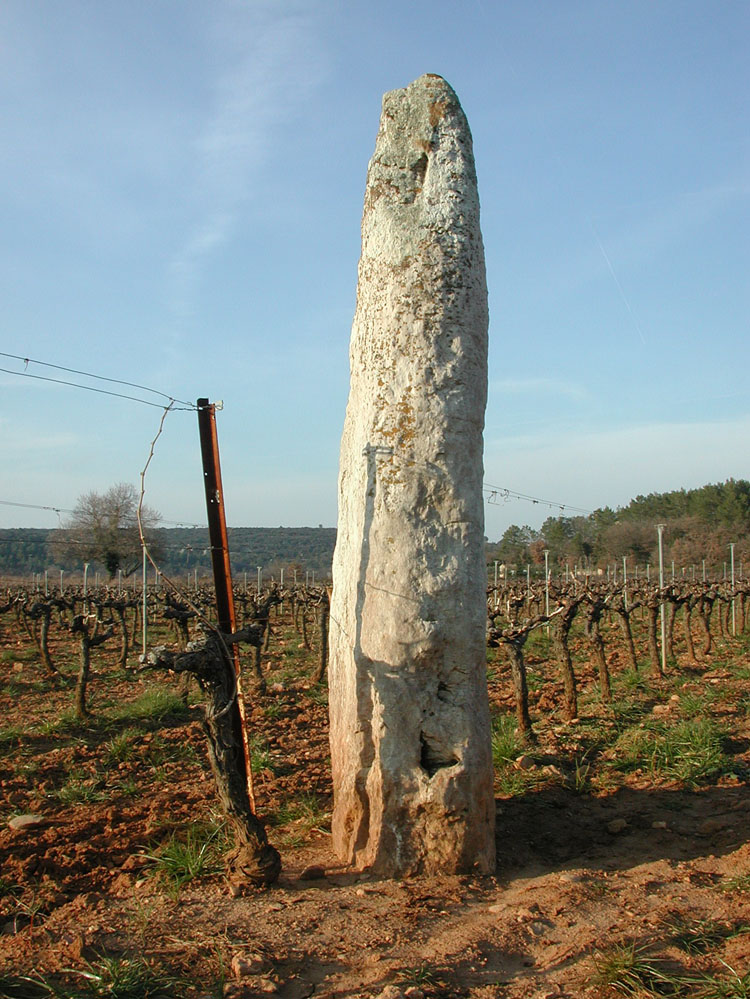
Peïro Plantado Menhir de la pierre plantée à Cabasse.
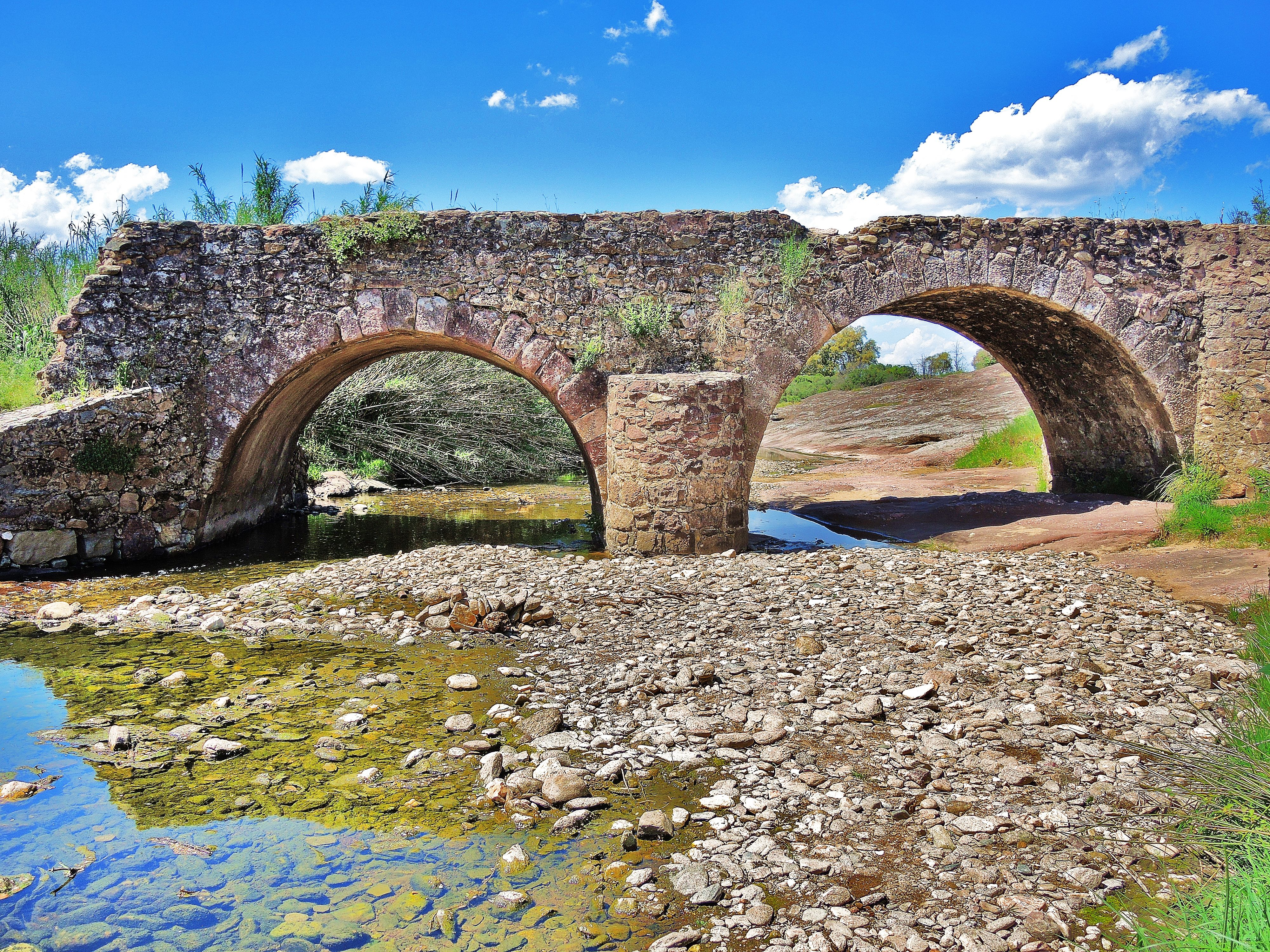
Pont sur le ruisseau des Mourgues, Le Cannet-des-Maures.
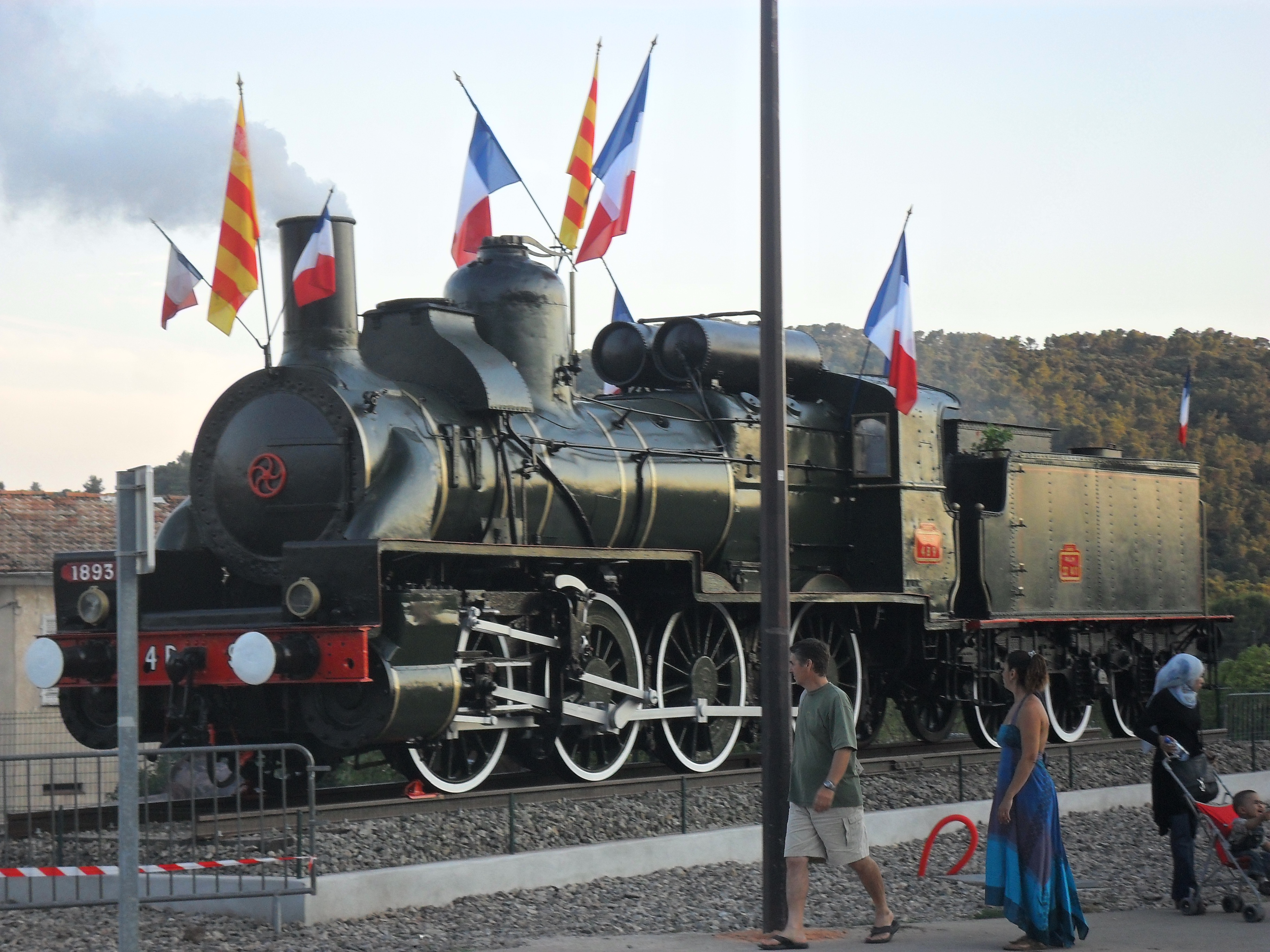
Locomotive de Carnoules et son tender.

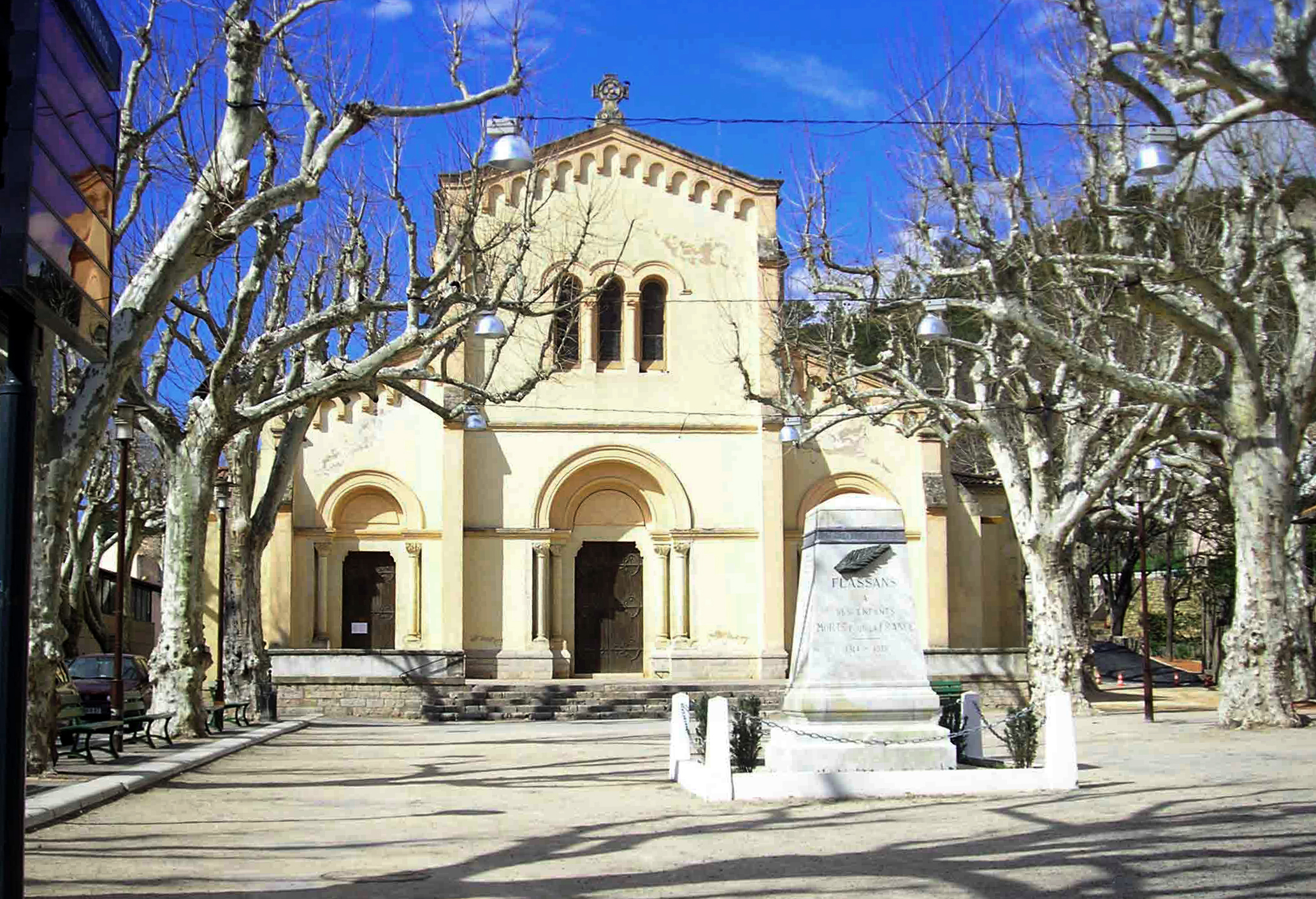
Église Notre-Dame-de-l'Assomption Flassans-sur-Issole.
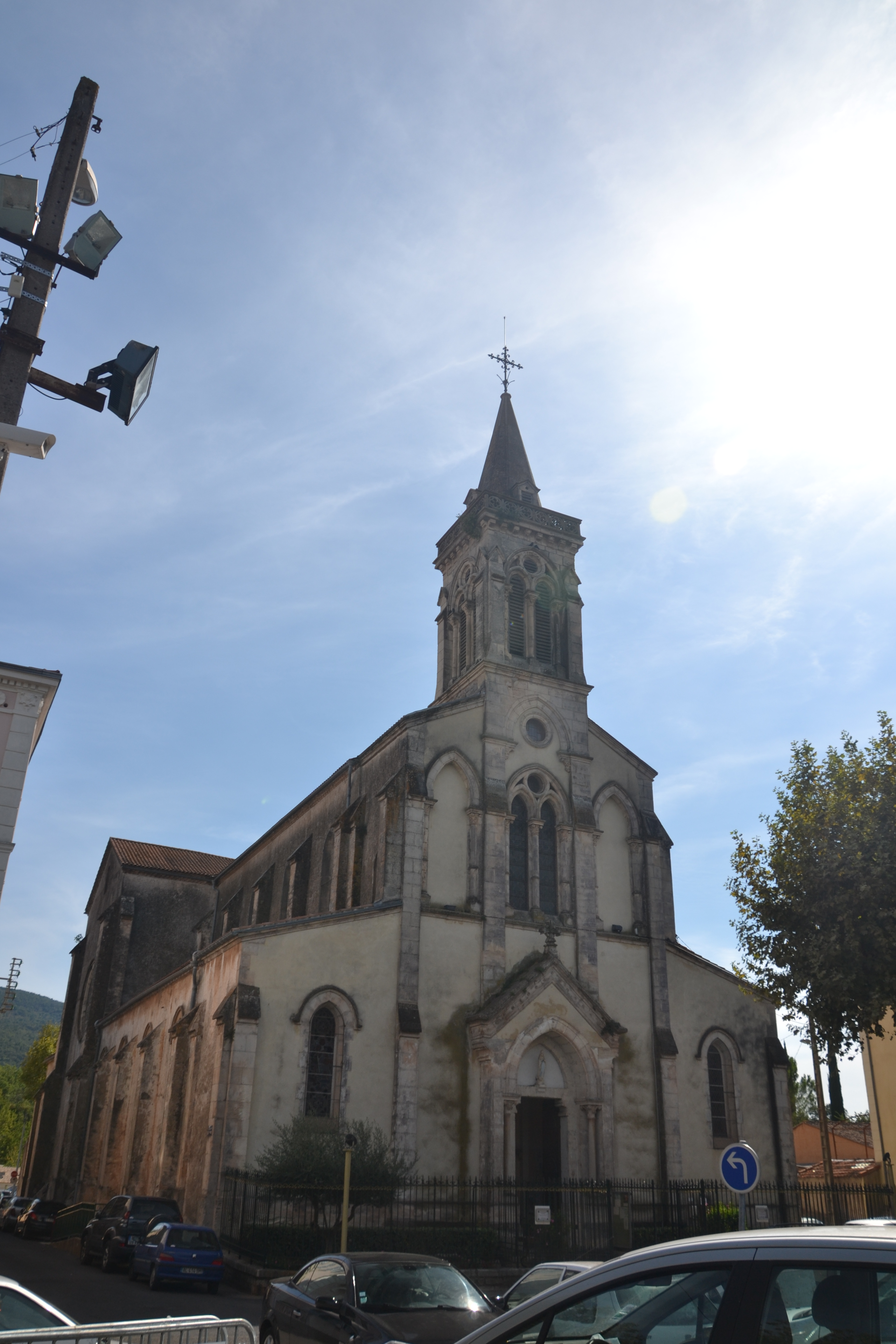
Église de Gonfaron.
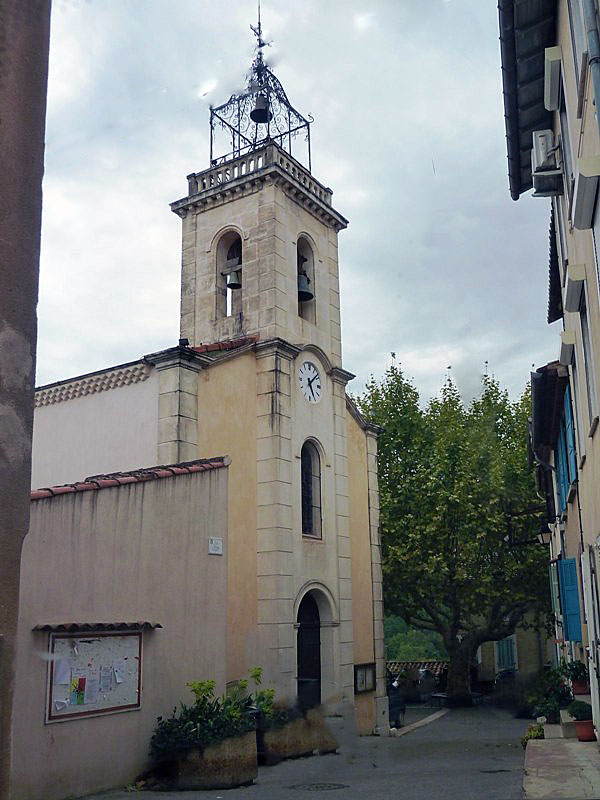
Église Saint-Jean-Baptiste des Mayons.
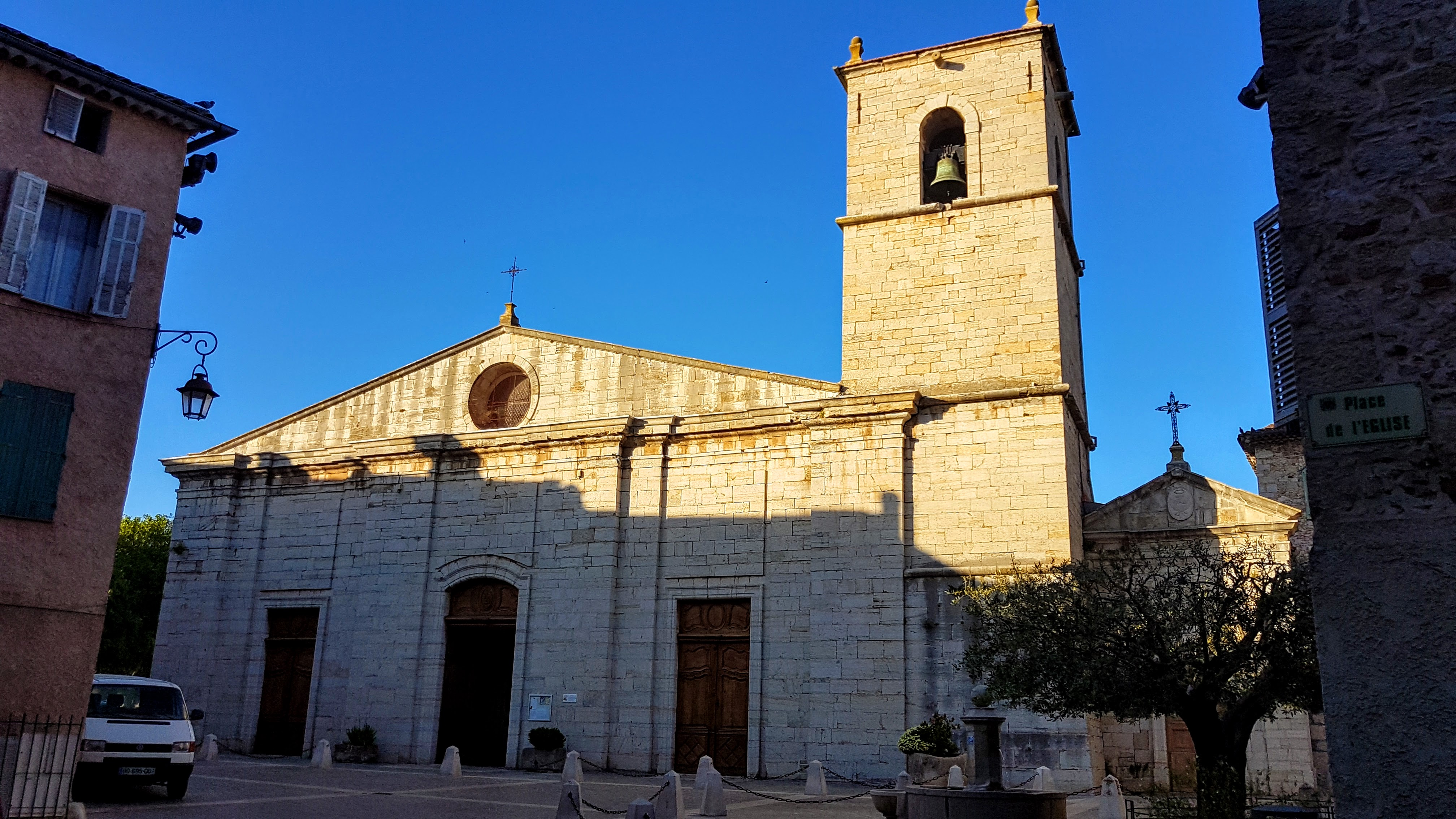
Collégiale Notre-Dame de la Nativité à Pignans.
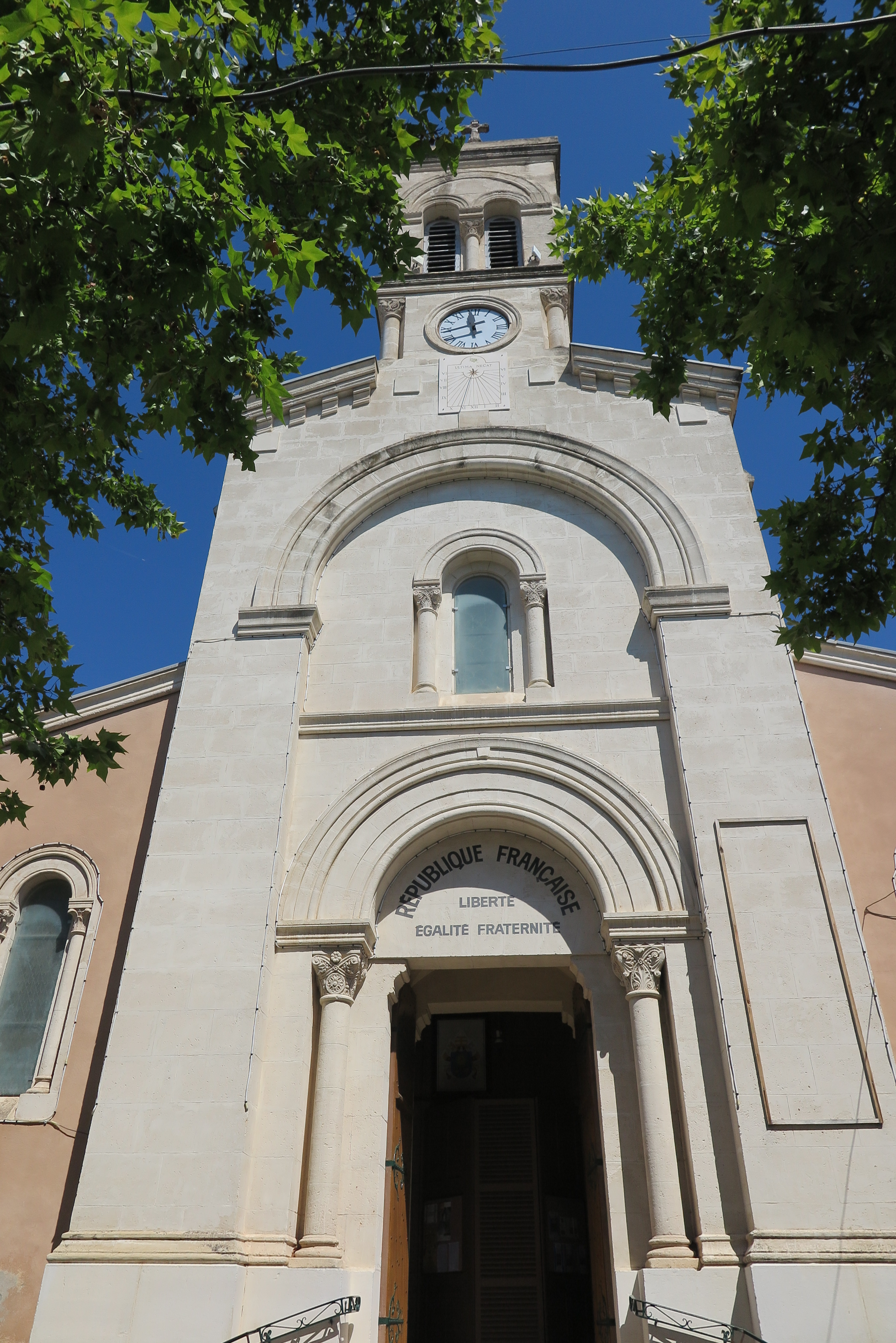
Église paroissiale Saint-Jacques-le-Majeur à Puget-Ville.
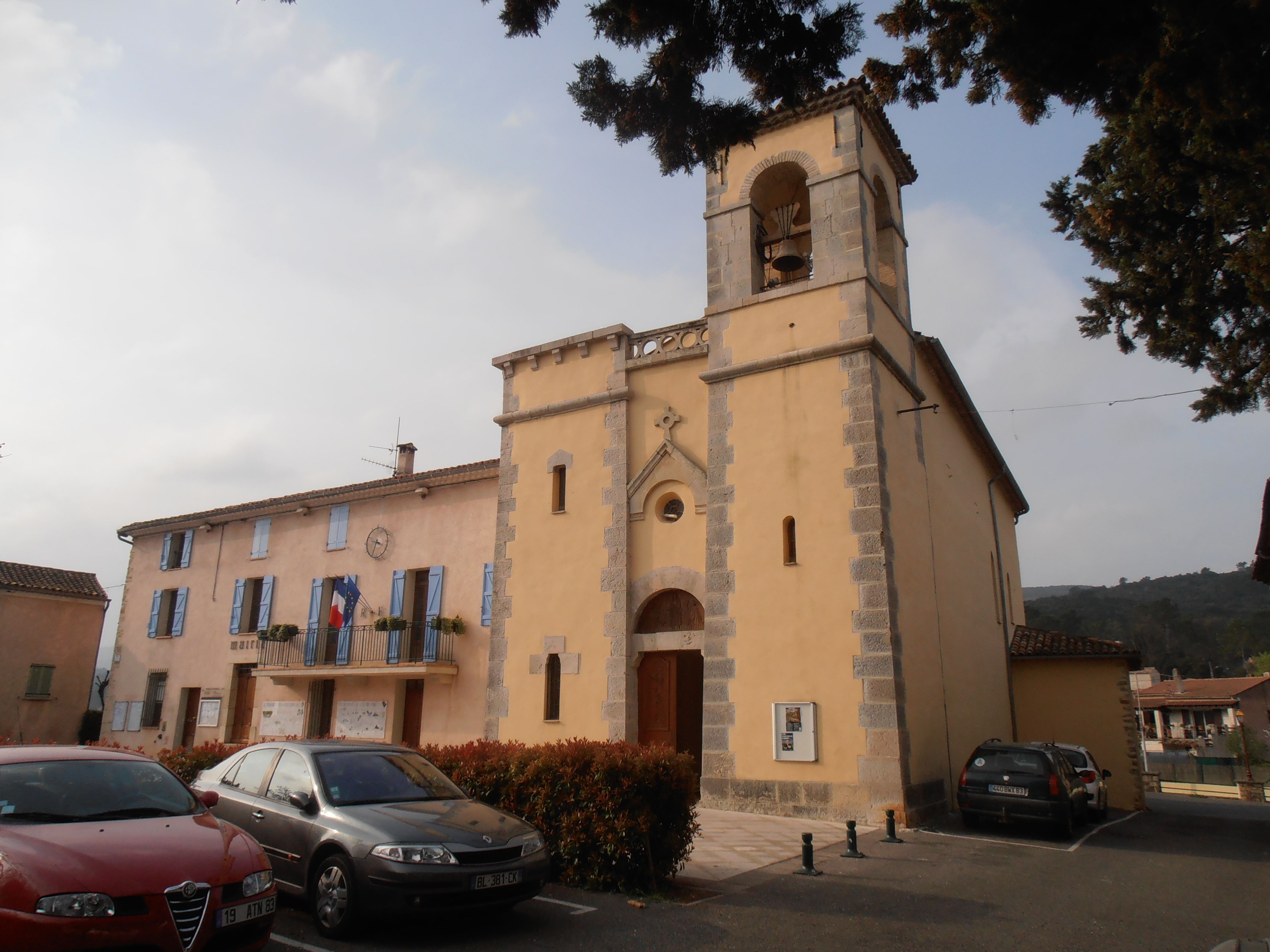
Église de la Nativité de la Vierge, la mairie et la place du village de Le Thoronet.